# Boys Love

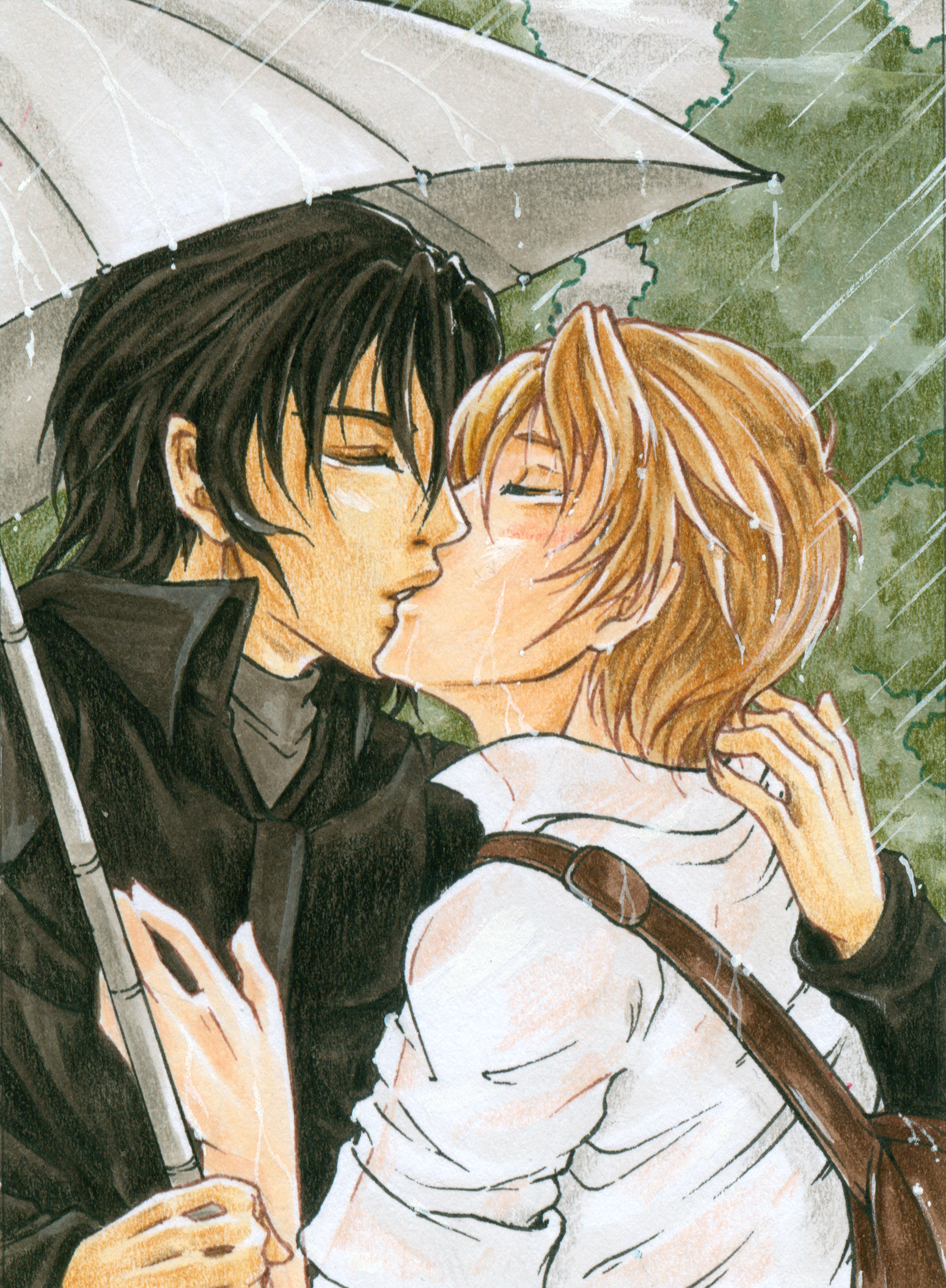
Ein Beispiel für ein von Boys’ love inspiriertes Kunstwerk. Die schlanken, semi-androgynen körperlichen Merkmale der Charaktere sind typisch für bishōnen (wörtlich „schöne Jungs“), die in Boys’-love-Medien üblich sind.

Boys Love (ボーイズ ラブ, bōizu rabu, ein wasei-eigo) und die Abkürzung BL (ビーエル, bīeru) ist ein aus Japan stammendes Genre fiktionaler Medien, dessen Inhalt homoromantische bis homoerotisch-pornografische Beziehungen zwischen männlichen Charakteren sind. Es wird in der Regel von Frauen für Frauen geschaffen und unterscheidet sich von Bara, einem homoerotischen Medium, die sich an schwule Männer richtet, zieht aber auch ein männliches Publikum an und kann von männlichen Autoren produziert werden. Es umfasst ein breites Spektrum an Medien, darunter Manga, Anime, Hörspiele, Romane, Light Novels, Fanfictions, Videospiele, Fernsehserien, Filme, Fanartikel und Dienstleistungen. Boys Love entstand ab den 1970er Jahren aus älteren, mit Homoerotik befassten Genres, damals noch unter der Bezeichnung Shōnen-ai. Ab den 2000er Jahren gewann das Genre eine starke globale Präsenz durch internationale Lizenzierung und Vertrieb sowie durch die unlizenzierte Verbreitung von Werken durch Boys-Love-Fans im Internet. Boys-Love-Werke, -Kultur und -Fangemeinde wurden von Wissenschaftlern und Journalisten weltweit untersucht und diskutiert.
Boys love und BL sind die Oberbegriffe für diese Art von Medien in und außerhalb Japans, stehen aber auch in Konkurrenz zu anderen Begriffen, die je nach Kontext und Autor alternativ oder für Untergruppen des Genres verwendet werden. Insbesondere Yaoi kommt als alternativer Oberbegriff vor. In westlichen Fanszenen hat sich daneben ein Gegensatzpaar von Shōnen-ai für romantische Werke (fast) ohne Sexszenen und Yaoi für erotische bis pornografische Werke herausgebildet.

## Begrifflichkeiten und Etymologie
Das Genre wird von mehreren Begriffen geprägt, die verschiedene Unterthemen, regionale oder chronologische Varianten bezeichnen. Je nachdem, wer die Begriffe in welchem Kontext verwendet, kann die Bedeutung, die Verwendung und die Überschneidungen zwischen den Begriffen unterschiedlich ausfallen. So haben die Wörter Bedeutungsverschiebungen oder gänzlich andere Bedeutungen erfahren, als sie außerhalb Japans übernommen wurden. Autoren oder Fansites führen für das bessere Verständnis oft eigene Glossare.
Boys love (ボーイズ ラブ, bōizu rabu)
Typischerweise wird der Begriff als Akronym BL (ビーエル, bīeru) oder alternativ als „boy's love“ geschrieben und ist eine wasei-eigo-Konstruktion, die von der wörtlichen englischen Übersetzung von shōnen-ai abgeleitet ist. Der Begriff tauchte in den 1990er Jahren für kommerzielle Veröffentlichungen des Genres auf, kann aber auch für nicht-kommerzielle Werke verwendet werden, und löste die Bezeichnung Shōnen-ai ab. 1994 wurde der Begriff durch die Zeitschrift Puff populär und wurde von den Verlagen als Genrebezeichnung übernommen, da man sich so von früheren Publikationen, deren Ästhetik und Vorurteilen abgrenzen konnte. Ab den 2000er Jahren erlangte er in Japan größere Bekanntheit auch über die Fan- und Verlagsszene des Genres hinaus.
Shōnen-ai (少年愛)
Während der Begriff Shōnen-ai historisch gesehen Ephebophilie oder Päderastie bezeichnete, wurde er ab den 1970er Jahren verwendet, um ein neues Genre von Mädchenmanga zu beschreiben, in dem es um Romanzen zwischen androgynen oder effeminierten männliche Charakteren geht. Frühe Shōnen-ai-Werke wurden von der europäischen Literatur und den Bildungsromanen inspiriert, erzählen tragische Geschichten an exotischen (europäischen) Schauplätzen und enthalten oft Bezüge zu Literatur, Geschichte, Wissenschaft und Philosophie. Außerhalb Japans, so auch im deutschsprachigen Raum, wurde der Begriff ab 2000 verwendet, um Titel zu beschreiben, die sich mehr auf Romanzen als auf explizite sexuelle Inhalte konzentrieren.
Tanbi (耽美, wörtlich: Ästhetizismus)
Das Subgenre konzentriert sich auf die Verehrung der Schönheit und auf Romanzen zwischen älteren Männern und schönen Jugendlichen. Tanbi als Begriff und Konzept ist älter als die in den 1970er Jahren aufkommenden männlichen Liebesromane, die ursprünglich Erzählungen über Homosexualität von Autoren wie Yukio Mishima, Yasunari Kawabata und Jun’ichirō Tanizaki beschrieben.
June (ジュネ, Japanische Aussprache: [d͡ʑu͍ ne])
Abgeleitet von dem gleichnamigen Manga-Magazin, das 1978 zum ersten Mal erschien, wurde der Begriff ursprünglich verwendet, um Werke zu beschreiben, die dem Kunststil der in diesem Magazin veröffentlichten Mangas ähnelten. Dieser war geprägt durch die Tanbi-Ästhetik und durch Geschichten von tragischen Schicksalen, die durch die Liebe zwischen zwei Männern „geheilt“ werden. Der Begriff wird auch verwendet, um Amateurwerke zu beschreiben, die männliche Homosexualität darstellen und keine abgeleiteten Werke sind, wie es bei Yaoi üblich ist. In den 1990er Jahren wurde der Begriff weitgehend zugunsten von Boys Love aufgegeben. Es wird vermutet, dass Verleger, die auf dem June-Markt Fuß fassen wollten, den Begriff Boys Love prägten, um das Genre vom June-Verlag zu distanzieren.
Yaoi (やおい)
Der Begriff Yaoi wurde in den späten 1970er Jahren geprägt und ist ein Portmanteau aus yama nashi, ochi nashi, imi nashi (山[場]なし、落ちなし、意味なし), was so viel bedeutet wie „kein Höhepunkt, keine Pointe, keine Bedeutung“. Ursprünglich von den Künstlern von Ani-paro, Fan-Parodien zu bekannten Animeserien, selbstironisch verwendet, war der Begriff zuerst nicht fest mit homosexuellen Geschichten für Frauen verbunden, sondern bezog sich allgemein auf meist pornografische Geschichten mit Mangel an Narration und Erzähltechnik. Erst mit der Zeit verengte sich die Bedeutung auf gleichgeschlechtliche Liebe. Es handelt sich auch eine subversive Anspielung auf die klassische japanische Erzählstruktur von Einleitung, Entwicklung, Wendung und Schluss. Außerhalb Japans, so auch im deutschsprachigen Raum, wird der Begriff Yaoi für Titel verwendet, die in erster Linie sexuell explizite Themen und Inhalte enthalten. Er kann aber sowohl in Japan als auch in Teilen der westlichen Fanszene als Überbegriff für das gesamte Genre an Stelle von Boys Love eingesetzt werden. Yaoi kann von westlichen Fans auch als Bezeichnung für Anime- oder Manga-basierte Slash-Fiction verwendet werden.
Der Begriff „Bishōnen Manga“ wurde in den 1970er Jahren gelegentlich verwendet, verlor aber in den 1990er Jahren an Bedeutung, als die Werke dieses Genres eine breitere Palette an Protagonisten als die traditionellen heranwachsenden Jungen zeigten.
Im Westen, darunter auch im deutschsprachigen Raum, etablierten sich vor Boys Love zunächst Yaoi und Shōnen-ai. Sie bilden dabei ein Gegensatzpaar als Bezeichnungen für erotische bis pornografische Werke (Yaoi) und für romantische Werke (fast) ohne Sexszenen (Shōnen-ai), unabhängig davon, ob die Werke von Fans oder kommerziell produziert wurden.

## Historische Entwicklung

### Vor 1970: Die Ursprünge desShōnen-ai

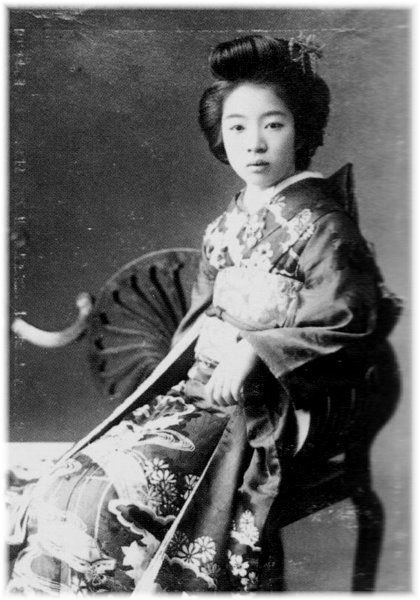
Mari Mori, deren tanbi-Romane den Grundstein für viele der gängigen Genre-Tropes von shōnen-ai und yaoi legten.

Homosexualität und Androgynität haben in Japan eine lange Geschichte, die bis in die Heian-Zeit (794–1185) zurückreicht, wie Praktiken wie shudō (衆道, gleichgeschlechtliche Liebe zwischen Samurai und ihren Gefährten) und kagema (陰間, männliche Sexarbeiter, die als Kabuki-Schauspielerlehrlinge dienten) zeigen. Während der Meiji-Ära (1868–1912) wandelte sich das Land von der Toleranz gegenüber Homosexualität im Zuge der Verwestlichung hin zu einer feindseligen gesellschaftlichen Haltung gegenüber Homosexualität und der Einführung von Anti-Sodomie-Gesetzen.
Angesichts dieses rechtlichen und kulturellen Wandels haben Künstler, die männliche Homosexualität in ihren Werken darstellten, dies in der Regel durch einen Subtext getan. Die Illustrationen von Kashō Takabatake in an Jungen gerichteten Comic-Magazin Nihon Shōnen bildeten die Grundlage dessen, was zur Ästhetik des Bishōnen werden sollte: Jungen und junge Männer, oft in homoerotischen Kontexten, die durch ihre „ambivalente Passivität, Zerbrechlichkeit, Vergänglichkeit und Weichheit“ definiert sind. Der 1961 erschienene Roman Koibitotachi no mori der tanbi-Autorin Mari Mori, in dem es um die Beziehung zwischen einem Professor und seinem jüngeren Geliebten geht, gilt als einflussreicher Vorläufer des Shōnen-ai-Genres. Moris Werke wurden von der europäischen Literatur, insbesondere der Gothic-Literatur, beeinflusst und legten den Grundstein für viele der gängigen Elemente von Shōnen-ai und Yaoi: westliche Exotik, gebildete und wohlhabende Charaktere, erhebliche Altersunterschiede zwischen den Paaren und phantasievolle oder sogar surreale Szenarien.

### 1970er und 1980er Jahre: VonShōnen-aizuYaoi

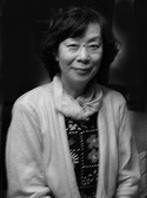
Moto Hagio, ein Mitglied der Gruppe der 24er und eine wichtige Figur des shōnen-ai-Genres.

Hideko Mizunos ab 1969 erschienener Mädchenmanga Fire!, die erotisierte männliche Homosexualität in der amerikanischen Rock-’n’-Roll-Kultur darstellte, gilt in als einflussreiches Werk zu Beginn der nächsten Phase des Genres. Der zeitgenössische japanische homoerotische Liebesmanga entstand in den 1970er Jahren als Untergenre des Mädchenmanga. In dieser Zeit wurden auch die ersten Manga im Magazin Barazoku veröffentlicht, die erste kommerzielle Schwulenzeitschrift Japans, und hatten großen Einfluss auf die Entwicklung des Shōnen-ai. Eine neue Generation von Shōjo-Manga-Künstlerinnen trat in Erscheinung, zu denen vor allem die Gruppe der 24er zählte. Die 24er-Gruppe trug wesentlich zur Entwicklung des Shōjo-Manga bei, indem sie eine größere Vielfalt an Themen und Stoffen in das Genre einführte, die sich von japanischer und europäischer Literatur, Kino und Geschichte inspirieren ließen. Mitglieder der Gruppe, darunter Keiko Takemiya und Moto Hagio, schufen Werke, die männliche Homosexualität darstellten: Sunroom nite (1970) von Takemiya gilt als das erste Werk des Genres, das als Shōnen Ai bekannt werden sollte, gefolgt von Hagios 11-gatsu no Gymnasium (1971). An den Innovationen beteiligt war auch Hagios Redakteur bei Shōgakukan, Yamamoto Junya, sowie die Zeichnerin Ōshima Yumiko. Takemiya, Hagio, Toshie Kihara, Ryōko Yamagishi und Kaoru Kurimoto gehörten zu den bedeutendsten Shōnen-ai-Künstlern dieser Ära; zu den bemerkenswerten Werken gehören Tōma no Shinzō (1974–1975) von Hagio, der erste Boys Love als Serie, und Kaze to Ki no Uta (1976–1984) von Takemiya. Die Werke dieser Künstler zeigen in der Regel tragische Romanzen zwischen androgynen Bishōnen an historischen europäischen Schauplätzen. Mit den erstmals erprobten expliziten Sexdarstellungen spielte Shōnen Ai eine wichtige Rolle in der weiteren Entwicklung des Shōjo-Mangas in den 1970er, an dessen Ende schließlich auch heterosexuelle Beziehungen expliziter wurden. Auch Innovationen in Zeichenstil, Erzähltechniken und Seitenlayout wurden besonders in diesem Genre erprobt. Mit der Verarbeitung von Einflüssen literarischer Vorlagen in den Shōnen-Ai-Geschichten, so stammten die Topoi der Internate und Jungenschulen unter anderem aus Geschichten von Hermann Hesse, war das Genre auch daran beteiligt, dass Shōjo-Mangas mit höherer literarischer Qualität entstanden.
Die Subkultur der Dōjinshi, selbstverlegter, oft parodistischer Fancomics, entstand zeitgleich in den 1970er Jahren. Sie stellt eine parallele Entwicklung zur Entstehung der thematisch ähnlichen Slash-Fanfiction in den USA dar. 1975 fand der erste Comiket statt, ein Markt für Dōjinshi-Zeichner. In dieser Szene entstand der Begriff Yaoi als Bezeichnung für männlich-männliche Liebesgeschichten unter den Fanproduktionen. Frühe Yaoi-Dōjinshi waren typischerweise abgeleitete Werke mit Glam-Rock-Künstlern wie David Bowie und Queen als beliebte Themen als Folge des Einflusses von Fire!; Yaoi-Dōjinshi waren auch sexuell expliziter als die kommerziell veröffentlichten Shōnen-ai. 1978 startete die Zeitschriften June und 1980 Allan. Beide Zeitschriften spezialisierten sich zunächst auf Shōnen-ai als „ein Mittelding zwischen Tanbi-Literatur und Pornografie“. Der Erfolg von June war so groß, dass June mit dem Begriff Shōnen-ai als Genrebezeichnung zu konkurrieren begann. In den späten 1980er Jahren nahm die Popularität der professionell veröffentlichten Shōnen-ai ab, und die als Dōjinshi veröffentlichten Yaoi wurden dagegen immer beliebter. Beliebte Shōnen-Manga mit japanischen Schauplätzen wie Captain Tsubasa wurden zum Ausgangsmaterial für darauf aufbauende Yaoi-Dōjinshi und das Genre stellte zunehmend japanische anstelle westlicher Schauplätze dar. In den 1980er Jahren begannen die vom Shōnen-ai beeinflussten Werke, ältere Protagonisten darzustellen und sowohl in der Handlung als auch in der Zeichnung einen realistischen Stil anzunehmen, wie die Mangas Banana Fish (1985–1994) von Akimi Yoshida und Tomoi (1986) von Wakuni Akisato. In den 1980 und 1990er Jahren verbreitete sich das Genre auch in Anime, Hörspielen und Light Novels. Die Anime-Adaption von Pataliro aus dem Jahr 1982 war der erste Fernsehanime, der Shōnen-ai-Themen aufgriff, während Kaze to Ki no Uta und Earthian 1987 bzw. 1989 als Original Video Animation direkt auf Video veröffentlicht wurden.

### 1990er: Mainstream-Popularität undYaoi ronsō

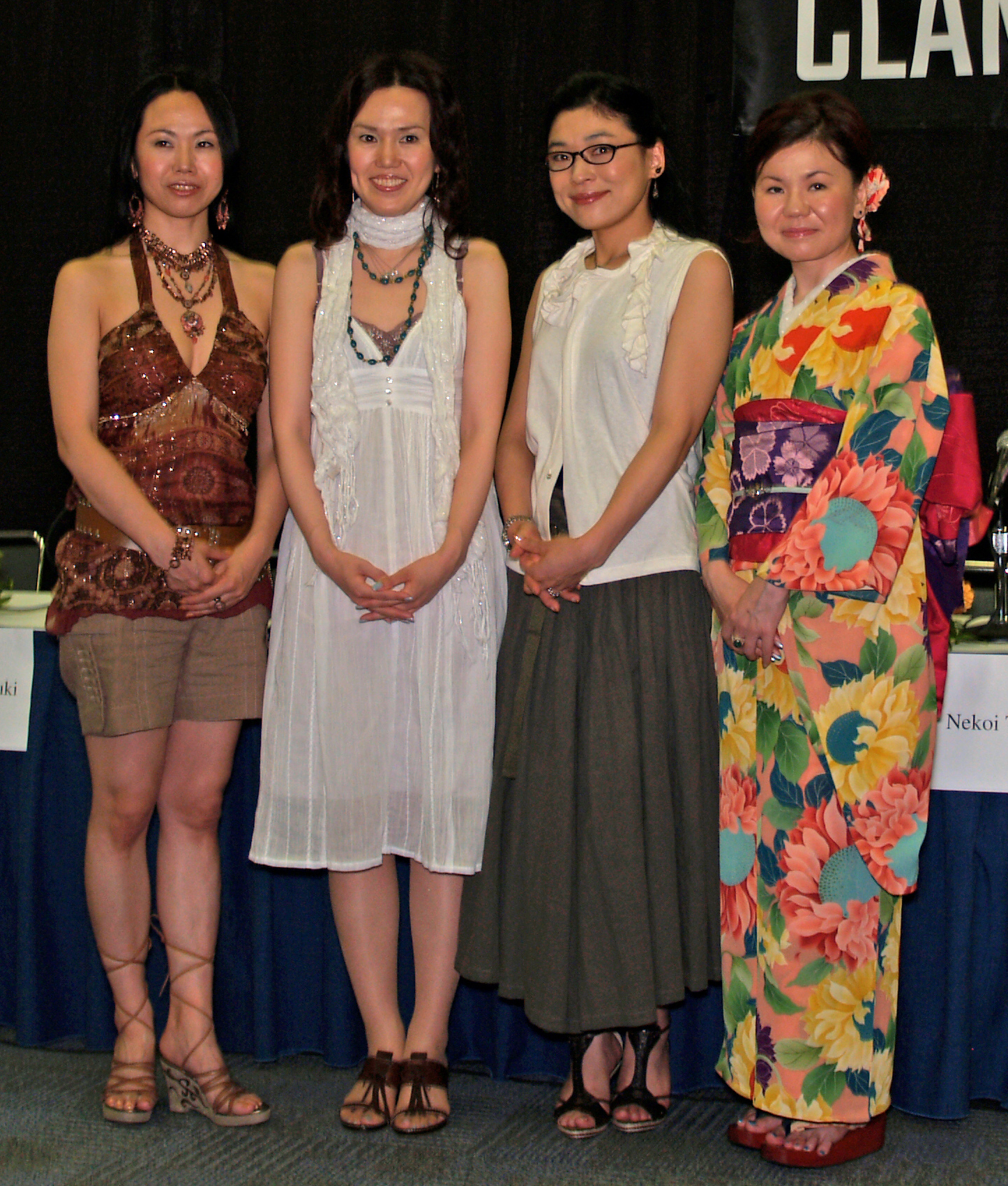
Die Manga-Zeichnergruppe Clamp, deren Werke zu den ersten von Yaoi beeinflussten Medien gehörten, die dem Publikum außerhalb Asiens begegneten.

Die Verfügbarkeit von June und Allan gab vielen nicht nur Zugang zu homoerotischen Erzählungen von etablierten und aufstrebenden professionellen Manga-Künstlern, sondern auch die Möglichkeit, sich an der Produktion und dem Konsum solcher Erzählungen jenseits kommerzieller Kanäle teilzunehmen, indem viele Yaoi-Dōjinshi-Autoren für ihre Publikationen rekrutiert wurden. Ab 1990 nahmen sieben japanische Verlage Mädchen-Comics über schwule Männer in ihr Angebot auf, was den kommerziellen Verlagsmarkt des Genres ins Rollen brachte: Ihr Markteinstieg wird auch mit der Wirtschaftskrise erklärt, in der die Verlage sich neue Zielgruppen erschließen wollten. Zwischen 1990 und 1995 wurden dreißig Zeitschriften gegründet. Werke dieser Zeit waren in der Regel eher Komödien als Melodramen, so Gravitation (1996–2002) von Maki Murakami. Die Zielgruppe wurde älter, die Protagonisten älter und maskuliner. Infolgedessen wurden Yaoi und der neue Name Boys Love (BL) zu den populärsten Begriffen zur Beschreibung von Werken, die männliche Romanzen darstellen, und verdrängten Shōnen-ai und June.
In den 1990er Jahren begannen immer mehr Shōjo-Manga, Yaoi-Elemente in ihre Handlungen zu integrieren. Die Manga-Zeichnergruppe Clamp, die selbst als eine Gruppe begann, die Yaoi-Dōjinshi schuf, veröffentlichte in dieser Zeit mehrere Werke wie RG Veda (1990–1995), Tokyo Babylon (1991–1994) und Cardcaptor Sakura (1996–2000). BL wurde Ende der 1990er Jahre auf dem chinesischen Festland populär; anschließend verbot das Land die Veröffentlichung und den Vertrieb von BL-Werken.
Mitte der 1990er Jahre fand die so genannte Yaoi-Debatte oder Yaoi ronsō (や お い 論争) statt, die vor allem in einer Reihe von Essays geführt wurde, die von 1992 bis 1997 in der feministischen Zeitschrift Choisir veröffentlicht wurden.  Der japanische schwule Schriftsteller Masaki Satō kritisierte das Genre als homophob, weil es schwule Männer nicht korrekt darstelle und bezeichnete Yaoi-Fans als ekelhaft und pervers. Es folgte eine jahrelange Debatte, in der Fans und Künstler beanspruchten, Yaoi sei eine Unterhaltung für Frauen und eine Zuflucht vor der Frauenfeindlichkeit der japanischen Gesellschaft, die keine realistische Darstellung von Homosexualität anstrebe. Die wissenschaftliche Debatte, die die Yaoi ronsō auslöste, führte zur Herausbildung der BL-Studien, die sich auf die Untersuchung von BL und die Beziehung zwischen Frauen und BL konzentrieren. Dies wirkte sich auch auf die Künstler aus und während sich manche vom Genre abwandten, integrierten andere die Einwände der Kritiker in ihr Schaffen.

### Nach 2000: Globalisierung vonYaoiund BL

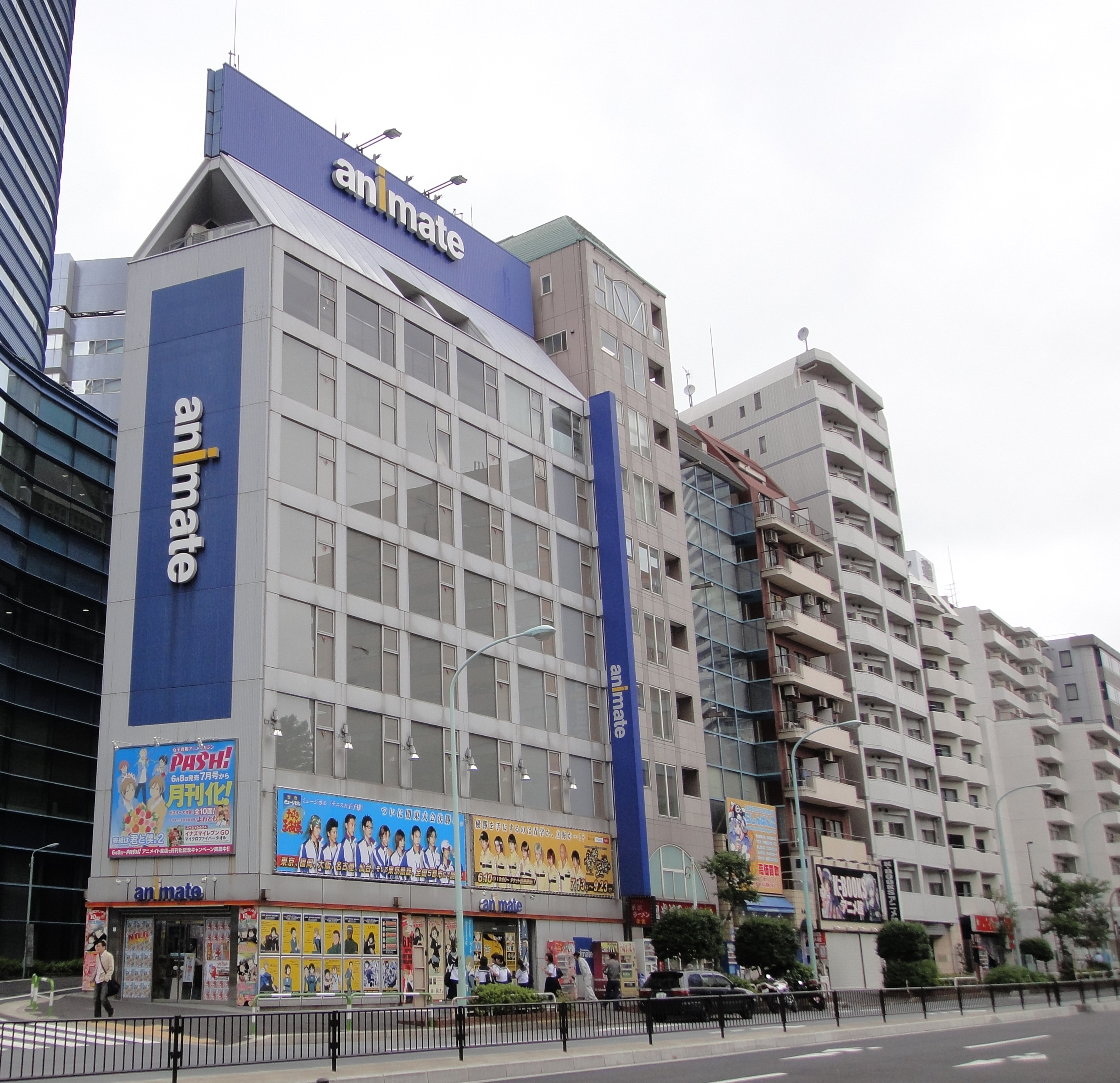
Die Otome Road in Ikebukuro wurde in den 2000er Jahren zu einem wichtigen kulturellen Ziel für die BL-Fangemeinde.

Die Wirtschaftskrise der 1990er und Anfang der 2000er hatte keine besonderen Auswirkungen auf den Boys-Love-Markt. Die Magazine konnten in dieser Zeit weiter zulegen, und die Verkäufe von BL-Medien stiegen. In den 2000er Jahren entwickelte sich die Otome Road in Ikebukuro zu einem wichtigen kulturellen Ziel für die BL-Fangemeinde, mit zahlreichen Geschäften für Produkte rund um das Genre. Zugleich wurden die Konsumentinnen älter und kaufkräftiger und mit ihnen wurden auch die Protagonisten der Geschichten älter. Seit den 2000er Jahren finden sich häufiger Romanzen zwischen Angestellten an Stelle der Jugendlichen und Schüler des Shōnen-ai der 1970er und 80er Jahre. Die Fangemeinde des Genres wurde in Japan als lohnenswerte Zielgruppe entdeckt und seither gezielt angesprochen.
In den 2000er Jahren erlebte BL auf den internationalen Märkten ein bedeutendes Wachstum, so wurde 2001 die amerikanische Anime-Convention Yaoi-Con gegründet. Die ersten offiziell lizenzierten englischsprachigen Übersetzungen des Genres wurden 2003 auf dem nordamerikanischen Markt veröffentlicht. In Südkorea hat sich BL in Manhwa entwickelt. In den 2010er und 2020er Jahren stieg die Popularität von BL-beeinflussten Medien in China und Thailand in Form von Web-Romanen, Live-Action-Filmen und Live-Action-Fernsehdramen. Die Zunahme von Streaming-Diensten in den 2010er Jahren gilt als treibende Kraft für die Produktion von BL-Dramen in Asien, da der Online-Vertrieb eine Plattform für Medien mit nicht heterosexuellem Material bietet, das im Fernsehen häufig nicht zugelassen ist.

## Konzepte und Themen

### Genre-Überschneidungen und Untergenre
Jenseits des vorgegebenen Genre-Themas bilden Boys-Love-Werke eine große Genre-Vielfalt ab. Neben klassischen romantischen Geschichten in der Gegenwart gibt es historische oder futuristische Stoffe, Science-Fiction, Fantasy und Horror. Neben ernsthafte Kriminalgeschichten oder Dokumentationen über Aids treten leichte, satirische oder absurde Komödien. Vorherrschend sind jedoch Geschichten im japanischen Alltag, Fantasy und Science-Fiction eher selten. Bis in die 1990er Jahre hatten BL-Manga dagegen oft fantastische, historische oder futuristische Schauplätze und tragische Erzählungen waren vorherrschend, insbesondere Geschichten, die damit endeten, dass ein oder beide Mitglieder des Hauptpaares durch Selbstmord starben. Mitte der 1990er Jahre gab es häufiger Happy Ends. Wenn tragische Enden gezeigt werden, ist die Ursache in der Regel nicht ein zwischenmenschlicher Konflikt zwischen dem Paar, sondern „die grausamen und aufdringlichen Forderungen einer kompromisslosen Außenwelt“. Thorn stellt die Theorie auf, dass die Darstellung von Tragödien und Missbrauch dazu dient, dem Publikum „zu ermöglichen, sich in gewisser Weise mit seinen eigenen Missbrauchserfahrungen auseinander zu setzen“. Geschichten in Boys Love sind oft stark homosozial geprägt und geben Männern die Freiheit, sich zu verbinden und gemeinsame Ziele zu verfolgen oder miteinander zu rivalisieren. Diese spirituelle Verbindung und gleichberechtigte Partnerschaft wird als Überwindung der männlich-weiblichen Geschlechterhierarchie dargestellt. Wie in Liebesromanen üblich, müssen Paare in Boys-Love-Geschichten oft Hindernisse überwinden, die eher emotional oder psychologisch als physisch sind. Kazumi Nagaike stellt mehrere Unterformen anhand der Beziehungen auf: toshishita zeme mit einem jüngeren aktiven Partner, shōta mono mit einem kindlichen passiven Partner; riiman mono mit erwachsenen und berufstätigen Protagonisten und gakuen mono mit einer Beziehung an der Schule oder Hochschule. Zeitweise populär waren arabu mit mindestens einem arabischen Protagonisten. Eigene Untergruppen sind auch Geschichten über Prostitution oder hanayome über eine Ehe zwischen den Protagonisten.
Bara (薔薇, „Rose“), auch bekannt als Gay Manga (ゲイ漫画) oder gei komi (ゲイコミ, „Gay Comics“) ist ein Genre, das sich auf männliche gleichgeschlechtliche Liebe konzentriert und hauptsächlich von schwulen Männern für ein schwules männliches Publikum geschaffen wird. Schwule Manga konzentrieren sich in der Regel auf männliche Männer mit einem unterschiedlichen Maß an Muskeln, Körperfett und Körperbehaarung, im Gegensatz zu den androgynen Bishōnen in Boys Love. Graham Kolbeins schreibt, dass Yaoi als ein primär feministisches Phänomen verstanden werden kann, da es Sex darstellt, der frei von den patriarchalischen Fallen der heterosexuellen Pornografie ist, und Gay Manga in erster Linie ein Ausdruck schwuler männlicher Identität ist. Ab den frühen 2000er Jahren gibt es eine gewisse Überschneidung zwischen Boys Love und schwulen Mangas in BDSM-Publikationen: bei dem mehrere weibliche Boys-Love-Autoren Geschichten zu BDSM-Themen in schwulen Manga-Anthologien oder Sonderausgaben beigesteuert haben, gelegentlich unter männlichen Pseudonymen.
Shotacon ist ein Genre, in dem vorpubertäre oder pubertierende Jungen in einem romantischen oder pornografischen Kontext dargestellt werden. Das Subgenre, das in den frühen 1980er Jahren als Ableger von Yaoi entstand, wurde später von männlichen Lesern übernommen und von lolicon (Werke, die vorpubertäre oder pubertierende Mädchen darstellen) beeinflusst.
Omegaverse ist ein Subgenre der männlichen Liebesromane, das seinen Ursprung im amerikanischen Star-Trek-Fandom hat die später als Subgenre des kommerziellen und nicht-kommerziellen Yaoi auftauchte. Die Geschichten dieses Genres gehen von Gesellschaften aus, in denen die Menschen in eine Dominanzhierarchie aus dominanten „Alphas“, neutralen „Betas“ und unterwürfigen „Omegas“ eingeteilt sind. Diese Begriffe sind von den Begriffen abgeleitet, die in der Ethologie zur Beschreibung sozialer Hierarchien bei Tieren verwendet werden. Das Dom/Sub-Universum-Subgenre etablierte sich um 2017 und gewann im Jahr 2021 an Popularität. Das Subgenre verwendet BDSM-Elemente und bezog auch Einflüsse aus dem Omegaverse, insbesondere das Kastensystem.

### Körperbilder
Die Protagonisten von Boys Love sind oft Bishōnen (美少年, wörtlich „schöner Junge“), „hoch idealisierte“ Jungen und junge Männer, die sowohl männliche als auch weibliche Eigenschaften in sich vereinen. Bishōnen als Konzept ist in ganz Ostasien zu finden, aber seine spezifische ästhetische Ausprägung in den Shōjo-Manga der 1970er Jahre und den späteren June-Manga wurde von der Populärkultur der damaligen Zeit beeinflusst, darunter von Glam-Rock-Künstlern wie David Bowie Schauspieler Björn Andrésens Darstellung des Thaddäus in der Verfilmung von Tod in Venedig von 1971 und der Kabuki-Schauspieler Bandō Tamasaburō. Bishōnen kommen nicht nur in Boys Love vor. Ihre Androgynität wird oft ausgenutzt, um Vorstellungen von Sexualität und Geschlecht zu erkunden.
Entsprechend des Schönheitsbildes eines Bishōnen wird in der Regel auch keine Körperbehaarung gezeigt. Doch trotz zunächst kaum veränderten ästhetischen Vorbildern waren bereits in den 1990er Jahren über zwei Drittel der Protagonisten erwachsen oder sogar berufstätig. In den 2010er Jahren stieg in Boys-Love-Geschichten die Popularität von stereotyp-männlichen Männern, die an die typischen Körpertypen in Gay Manga erinnern, und der Schwerpunkt verlagerte sich auf Geschichten mit muskulösen Körpern und älteren Charakteren. Eine Umfrage des Verlages Juné Manga aus dem Jahr 2017 ergab, dass über 80 % der Leserschaft früher ausschließlich Bishōnen-Körpertypen bevorzugten, während 65 % nun sowohl Bishōnen als auch muskulöse Körpertypen mögen. Es wird auch davon gesprochen, dass das Genre und die darin vertretene Demografie und Körperbilder mit ihrem Publikum mitgewachsen und mitgealtert sind.

### Rollenbilder

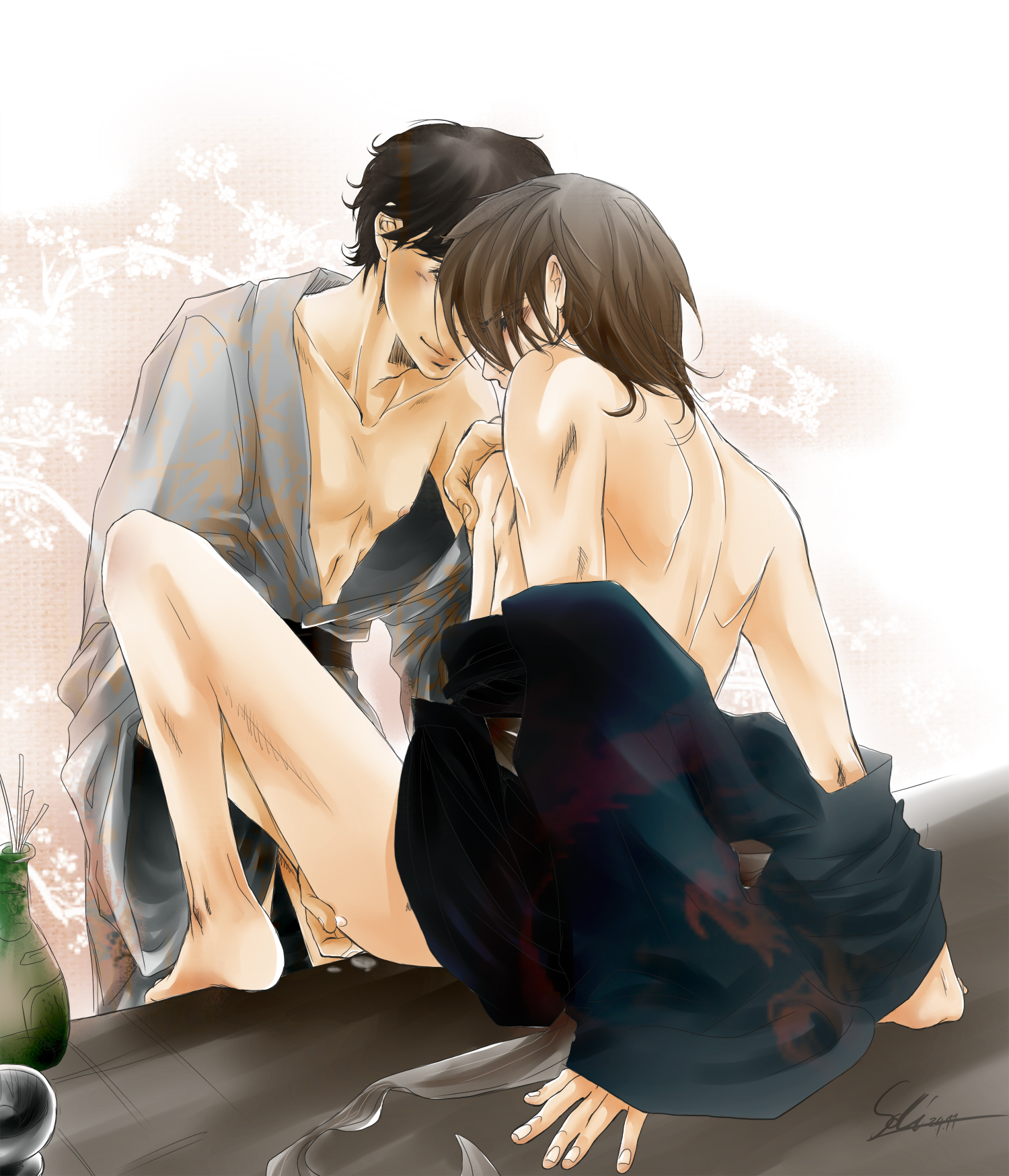
Kunstwerk, das ein Paar Seme (links) und Uke (rechts) darstellt.

Die beiden Partner in einer Beziehung in Boys Love werden oft als Seme (攻め) und Uke (受け) bezeichnet. Diese Begriffe haben sich in der Yaoi-Dōjinshi-Szene entwickelt und stammen ursprünglich aus dem Kampfsport, wo sie den angreifenden und verteidigenden oder den geworfenen Sportler benennen. Im Boys Love bezeichnen sie den einführenden (Seme) und den empfangenden Partner (Uke) beim Analsex. Aleardo Zanghellini weist darauf hin, dass die Begriffe aus dem Bereich der Kampfkünste für das japanische Publikum eine besondere Bedeutung haben, da zum Archetyp der schwulen männlichen Beziehung in Japan die gleichgeschlechtliche Liebe zwischen Samurai und ihren Gefährten gehört. Er vermutet, dass der Samurai-Archetyp für die Altersunterschiede und die hierarchischen Machtunterschiede in einigen Beziehungen, die in Yaoi und Boys Love dargestellt werden, verantwortlich ist. Eine Verbindung zu den unter Homosexuellen und beim BDSM inhaltlich ähnlichen Bezeichnungen top und bottom ist nicht bekannt, obwohl die Konstellation beim Sex einander entsprechen. Auf Covern oder in Beschreibungen von Boys Love werden die Namen der Partner oft mit einem x verknüpft, wobei der Seme zuerst steht. In Fankreisen entwickeln sich, besonders bei Yaoi-Dōjinshi zu berühmten Serien, Diskurse dazu, welcher Charakter welche Rolle einnimmt.
Die Einteilung in Seme und Uke wird von Lesern und Kritikern oft mit einer heterosexuellen Ordnung gleichgesetzt, entsprechend der männlich oder weiblich angesehene Eigenschaften zwischen den beiden Partnern verteilt werden. Der Seme wird oft als eher stereotypisch maskulinen und machohaften Aussehen. Er verfolgt in der Regel den Uke, der oft weichere, androgyne, weibliche Züge mit größeren Augen und einem kleineren Körperbau hat und oft körperlich schwächer ist als der Seme. Die Rollen von Seme und Uke können auch dadurch festgelegt werden, wer in der Beziehung dominant ist; eine Figur kann die Uke-Rolle einnehmen, auch wenn sie nicht als weiblich dargestellt wird, indem sie einfach einer dominanteren und männlichen Figur gegenübergestellt und von ihr verfolgt wird. Eine Analyse von 300 Werken im Jahr 2005 stellte fest, dass keine generelle Unterteilung und Zuschreibung von Eigenschaften möglich ist, da immer beide Partner sowohl männlich als auch weiblich konnotierte Eigenschaften zeigen. Auch die zu berühmten Serien stattfindenden Fan-Diskurse zeigen, dass eine eindeutige Zuordnung oft nicht möglich und vom Rezipienten abhängig ist. Nicht alle Werke halten sich an Seme- und Uke-Tropen und auch Rollentausche kommen vor, was darauf hindeutet, dass viele Genre-Autoren daran interessiert sind, den performativen Charakter der Rollen zu erforschen. So stellte McLelland heraus, dass „die Autoren in der Regel daran interessiert sind, die Dynamik zwischen Seme und Uke zu erforschen und nicht zu verwerfen“. Es entstanden diverse Unterformen, die auch mit eigenen Begriffen belegt wurden, wie: sasoi uke für den verführerischen Uke, joō uke für den herrschenden Uke; yancha uke für den frechen/eigensinnigen Uke; hetare seme für den „Weichei“-Seme; noke seme für einen heterosexuellen Seme; keigo seme für einen höflichen Seme und weitere mehr. Gelegentlich verzichten die Autoren auf die Stilisierung von Seme und Uke, um beide Liebhaber als „gleich attraktive, gut aussehende Männer“ darzustellen, oder sie unterlaufen die Erwartungen an die Dominanz, indem sie den aktiven Verfolger in der Beziehung als passiven Mann beim Sex darstellen. Über die Bedeutung des Schemas für das Genre schreibt Björn-Ole Kamm, dass das zunächst einfache Schema zunächst die leichte Verbreitung und Übernahme in immer neue Werke ermöglicht hat. Mit der Zeit bildete es einen Interpretationsrahmen, in dem sich eine breite Differenzierung ausbilden konnte.
Weibliche Charaktere spielen in Boys Love oft nur eine Nebenrolle oder sind gar nicht vorhanden. Die Rolle von Frauen wird in der Regel entweder auf ein Minimum reduziert oder der Charakter wird getötet. Lunsing stellt fest, dass die frühen Shōnen Ai und Yaoi oft als frauenfeindlich angesehen wurden, wobei die geringere Rolle der weiblichen Charaktere als Beweis für die verinnerlichte Frauenfeindlichkeit der überwiegend weiblichen Leserschaft des Genres angeführt wurde. Er meint, dass der Rückgang dieser frauenfeindlichen Darstellungen im Laufe der Zeit ein Beweis dafür ist, dass die Leserinnen diesen Hass überwunden hätten, möglicherweise dank ihrer Beschäftigung mit Yaoi. Kristin Eckstein verweist darauf, dass die weiblichen Figuren oft reine plot devices sind, die die Beziehung zwischen den Protagonisten stören und entsprechend stereotyp und rein negativ porträtiert werden. Eine Untersuchung von Mara Blair zeigte 2010 aber, dass ausgearbeitete, differenzierte weibliche Charaktere durchaus Zuspruch beim Publikum fänden. Es sei daher davon auszugehen, dass die Leserschaft die zugespitzte und konstruierte Weiblichkeit vieler dieser Figuren ablehnt, aber nicht weibliche Charaktere per se. Nach einem Vergleich der weiblichen Leserschaft der Serien One Piece, Naruto und Prince of Tennis und deren Aktivität in Form von Yaoi-Fanart kommt Yukari Fujimoto zu dem Schluss, dass Yaoi-Geschichten besonders zu den Serien erzählt werden, die nur wenige, schwache und nicht zur Identifikation der weiblichen Leserschaft geeignete weibliche Figuren bieten. Die kreative Leserschaft beschäftige sich daher umso intensiver mit Beziehungen zwischen den männlichen Charakteren und schreibe die weiblichen Figuren aus ihren Fan-Werken heraus, was zu einem besonders hohen Anteil der Yaoi hineinlesenden Rezipienten in der entsprechenden Fanszene führt.

### Darstellung von Schwulen
Dem Genre wird seit Aufkommen der Yaoi ronsō in den 1990ern vorgeworfen, Homosexuelle unrealistisch, verzerrt und zu idealisiert darzustellen oder sogar Homophobie zu transportieren. Zum Aspekt der unrealistischen Darstellung wird zum einen erwidert, dass das Genre als in erster Linie Unterhaltungsliteratur oder sogar Pornografie nicht das Ziel habe, Homosexuelle realistisch abzubilden. Zum anderen vergleiche Lunsing 2006 die Darstellung Homosexueller in Boys Love mit der in Manga von und für Homosexuelle. Dabei stellte er keine Unterschiede im Ausmaß der Idealisierung fest. Vorwürfe von Homophobie oder Misogynie basierten auf nicht repräsentativen Einzelbeispielen. Akiko Mizoguchi stellt fest, dass frühe Boys Love Homosexualität als Quelle der Scham darstellten, um die dramatische Spannung in dieser Hinsicht zu erhöhen. In Boys Love wird die japanische Gesellschaft typischerweise so dargestellt, dass sie LGBT-Menschen mehr akzeptiert, als es in der Realität der Fall ist, was laut Mizoguchi eine Form von Aktivismus der Autoren darstellt. In einigen längeren Geschichten wie Fake und Kizuna: Bonds of Love bildet das Paar eine Familie, lebt zusammen und adoptiert Kinder. Es ist auch möglich, dass sie heiraten und Kinder bekommen, wie in Omegaverse-Publikationen. Fujimoto zitiert Ossan's Love (2016–2018) und andere BL-Fernsehdramen, die in den 2010er Jahren entstanden sind, als „'fehlendes Glied', um die Kluft zwischen BL-Fiction und schwulen Menschen zu überbrücken“, und argumentiert, dass die Darstellung von BL-Erzählungen mit menschlichen Schauspielern „eine unbewusste Veränderung in der Wahrnehmung der Zuschauer“ in Richtung Akzeptanz von Homosexualität bewirkt.
Homophobie wird als Mittel zur Steigerung der Dramatik eingesetzt. Rachel Thorn hat darauf hingewiesen, dass BL in erster Linie ein Liebesroman-Genre ist, dessen nach Eskapismus suchende Leser sich von politischen Themen wie Homophobie abgeschreckt fühlen könnten. Alan Williams argumentiert, dass das Fehlen einer schwulen Identität im Boys Love darauf zurückzuführen ist, dass das Genre postmodern ist. Er stellt fest, dass „eine häufige Äußerung im Genre – wenn eine Figur behauptet, dass sie 'nicht schwul, sondern nur in einen Mann verliebt' ist – sowohl homophobe (oder moderne) zeitliche Untertöne als auch nicht-identitäre (postmoderne) hat“. Viele Autoren weisen darauf hin, dass nicht alle Leserinnen oder Autorinnen des Genres Homosexualität auch außerhalb der fiktiven Welt wohlgesonnen sind und für manche die tragischen Ausgänge früher Werke daher selbstverständlich, „natürlich“ oder unausweichlich waren.

### Darstellung von Sexualität und Bezug zu Pornografie
Sex wird in Boys-Love-Geschichten meist explizit gezeigt und nicht nur angedeutet. Die Darstellung erfolgt oft in einer Halbnahen. Die Genitalien werden selten deutlich, oft eher verfremdet oder in einer Weise nah und groß dargestellt, dass wiederum wenig zu erkennen ist. Auch Körperflüssigkeiten werden gezeigt, meist Schweiß und seltener Ejakulat. Eher in Romanen als in Mangas wird auf Prozess und Vorbereitung des Analverkehrs eingegangen, wie die Verwendung von Gleitgel und Kondomen.
Boys Love wird von einigen Kritikern oder in der Öffentlichkeit generell als Pornografie betrachtet, da sexuelle Fantasien dargestellt werden. Die Darstellung ist eher idealisiert und in der Regel unrealistisch schön. Künstler nehmen sich Zeit und Raum, Sex-Szenen ausführlich zu zeigen. Szenen, die auf die sexuelle Erregung des Betrachters abzielen, können 40 % des Mediums einnehmen. Kazumi Nagaike argumentiert, dass Frauen, die Pornografie betrachten, Schuldgefühle und Scham fühlen, da sie sich mit den Protagonistinnen identifizieren, die ihre sexuelle Befriedigung durch männliche Penetration erfahren. In der Welt von Boys Love seien sie dem nicht ausgesetzt. Sie können sich mit beiden Partnern gleichermaßen identifizieren, durch das unterschiedliche Geschlecht besser von der Handlung distanzieren und ihre Identifikation mit den Protagonisten besser kontrollieren. Die romantische Geschichte, in die die Sexszenen eingewoben sind, dient auch der Stimulation von Erotik, die damit Teil einer Romanze wird. Auch die Sexszenen tragen dazu bei, die Romanze als „ultimative Liebesfantasie“ einer nicht-hierarchischen sexuellen Beziehung zu erzählen. Boys Love ist nicht limitiert auf pornografische Szenen, in denen auch Vergewaltigung, S/M und andere extreme sexuelle Handlungen dargestellt werden. Der Fokus liegt auf weiblichen sexuellen Wünschen, die über die Beziehung zwischen zwei Männern erzählt werden und mit pornografischen Darstellungen „gewürzt“ sind. Viele dieser besonders erregenden Medien sind in der Regel ohne Altersnachweis verfügbar.
Vergewaltigungsfantasien sind ein Thema, das häufig mit Yaoi in Verbindung gebracht wird. Vergewaltigungsszenen in Yaoi werden selten als Verbrechen mit einem Täter und einem Opfer dargestellt: Szenen, in denen ein Seme einen Uke vergewaltigt, werden nicht als Symptom für die gewalttätigen Gelüste des Seme dargestellt, sondern eher als Beweis für die unkontrollierbare Anziehung, die der Seme zu dem Uke verspürt. Solche Szenen sind oft ein Mittel der Handlung, um den Uke dazu zu bringen, in dem Seme mehr als nur einen guten Freund zu sehen, und führen in der Regel dazu, dass sich der Uke in den Seme verliebt. Kristy Valenti von The Comics Journal merkt an, dass sich Vergewaltigungsgeschichten typischerweise darauf konzentrieren, wie „unwiderstehlich“ der Uke ist und wie der Seme sich in seiner Gegenwart „nicht beherrschen kann“, wodurch der Seme von der Verantwortung für seine Vergewaltigung des Uke entbunden wird. Sie merkt an, dass dies wahrscheinlich der Grund ist, warum der Höhepunkt vieler Geschichten darin besteht, dass der Seme sein sexuelles Verlangen erkennt und die Verantwortung dafür übernimmt. Eine 2012 durchgeführte Umfrage unter englischsprachigen Fans ergab, dass nur 15 % der Befragten angaben, dass sie sich bei Vergewaltigungen in Boys-Love-Medien unwohl fühlten, da die Mehrheit der Befragten zwischen der „fantasievollen, genrebedingten Vergewaltigung“ in Yaoi und Vergewaltigung als Verbrechen in der Realität unterscheiden konnte. Diese hohe Toleranz für Vergewaltigungsdarstellungen wird von Anna Madill durch eine Inhaltsanalyse kontextualisiert, die ergab, dass nur 13 % aller japanischen Boys Love, die auf Englisch im Handel erhältlich sind, Vergewaltigungsdarstellungen enthalten. Diese Ergebnisse widerlegten die Wahrnehmung, dass Vergewaltigung in BL fast allgegenwärtig sei.

## Medien

### Buchmarkt
Zu den bedeutendsten laufenden und eingestellten Magazinen gehören Be × Boy, June, Craft, Chara, Dear+, Opera, Ciel und Gush. 2002 waren elf von 281 Manga-Magazinen in Japan exklusiv dem Genre gewidmet. Insgesamt waren 34 Verlage in der Szene tätig. Es gab acht Magazine für Prosa und 13 für Manga sowie etwa 90 Roman- und Manga-Titel im Taschenformat jeden Monat. 2007 kamen etwa 150 Publikationen jeden Monat heraus. Zu dieser Zeit wurde die Zahl der festen Kundschaft auf eine halbe Million geschätzt. Zu dieser kann eine ähnlich große Zahn an nicht-kaufenden Lesenden dazugerechnet werden. Nach einer Schätzung von 2008 nimmt der japanische, kommerzielle BL-Markt jährlich etwa 12 Milliarden Yen ein, wobei der Verkauf von Romanen 250 Millionen Yen pro Monat, der von Mangas 400 Millionen Yen pro Monat, der von CDs 180 Millionen Yen pro Monat und der von Videospielen 160 Millionen Yen pro Monat einbringt. Ein Bericht aus dem Jahr 2010 schätzt, dass der japanische BL-Markt sowohl 2009 als auch 2010 etwa 21,3 Milliarden Yen wert war.

### Fan-Werke(Dōjinshi)

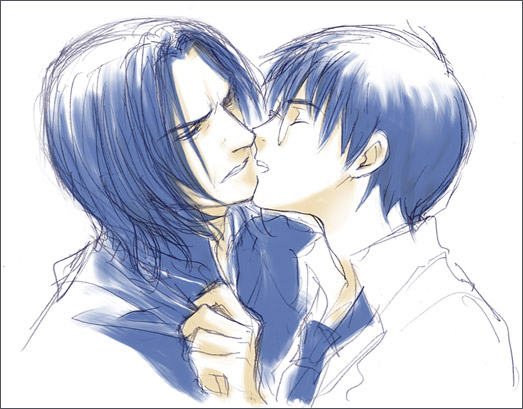
Bei Yaoi dōjinshi handelt es sich in der Regel um abgeleitete Werke, die auf bestehenden Medien basieren, wie bei dieser Fan-Art von Harry Potter und Severus Snape aus der Harry-Potter-Serie.

Die Subkultur der Dōjinshi, selbstveröffentlichter Fancomics, entstand zeitgleich mit der Yaoi-Subkultur und der westlichen Fan-Fiction-Kultur in den 1970er Jahren. Yaoi-Fanfiction wird oft mit der westlichen Fanpraxis des Slash verglichen, die zur gleichen Zeit aufkam. Levi stellt fest, dass „der jugendliche Teenager-Look, der sich in Boys-Love-Mangas so leicht in Androgynität umwandeln lässt und so viele vielschichtige Interpretationen von Geschlecht und Gender zulässt, für Slash-Autoren viel schwieriger zu erreichen ist“. Oft sind die Autoren noch Teenager und schreiben für ein jugendliches Publikum, aber auch manche bereits erfolgreiche (Boys-Love-)Künstler veröffentlichen Dōjinshi neben ihrer professionellen Arbeit, teils als Fortsetzungen oder Zusatzgeschichten zu ihren kommerziellen Serien. Die Hefte werden in Läden, aber vor allem auf Fan-Conventions gehandelt. Die Comiket, größte Convention in Japan, widmet einen ihrer drei Veranstaltungstage nur Yaoi-Dōjinshi.
Yaoi-Dōjinshi sind oft abgeleitete Werke, die auf bestehenden Mangas und Animes basierten. Dabei werden männliche Paare aus nicht-romantischen Manga und Anime dargestellt. Ein Großteil des Materials stammt aus männlich orientierten Shōnen- und Seinen-Werken, die enge Männerfreundschaften enthalten, die von Fans als homoerotische Elemente wahrgenommen werden, wie zum Beispiel bei Captain Tsubasa und Saint Seiya, zwei Titel, die Yaoi in den 1980er Jahren populär machten. Dieser besondere Blick der (meist) weiblichen Fans auf die Charaktere, bei dem homoerotische Beziehungen hineingedeutet werden, wird auch als yaoi megane („Yaoi-Brille“) bezeichnet. Weekly Shonen Jump ist dafür bekannt, dass es eine große weibliche Leserschaft gibt, die sich mit Yaoi beschäftigt; Verleger von Shōnen-Mangas können „homoerotische“ Artikel als Fan-Service für ihre BL-Fans herstellen. Yaoi-Fans können jede beliebige männlich-männliche Paarung (kappuringu, von engl. coupling) wählen, manchmal auch einen Lieblingscharakter, oder eine Geschichte über zwei originelle männliche Charaktere schreiben und etablierte Charaktere in die Geschichte einbeziehen. Auch Figuren aus Nicht-Manga-Titeln wie Harry Potter oder Der Herr der Ringe, Videospiele wie Final Fantasy, oder reale Personen wie Politiker werden sich für solche Geschichten bedient. Amateurautoren können auch Figuren aus Personifikationen abstrakter Konzepte (wie bei der Personifikation von Ländern in Hetalia: Axis Powers) oder komplementären Gegenständen wie Salz und Pfeffer erschaffen.

### Englischsprachige Publizierung

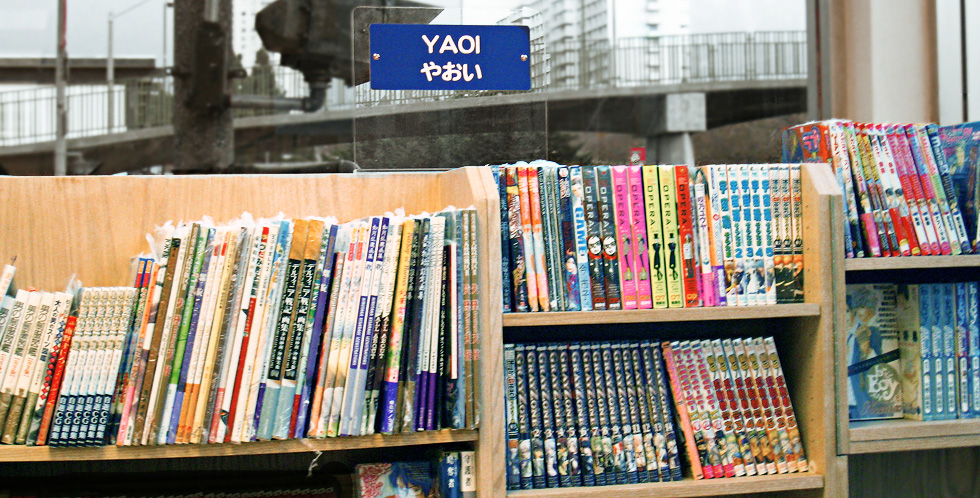
Regale mit Yaoi-Büchern und Zeitschriften bei Books Kinokuniya in San Francisco.

Die ersten offiziell lizenzierten englischsprachigen Übersetzungen von BL-Manga wurden 2003 auf dem nordamerikanischen Markt veröffentlicht; bis 2006 waren etwa 130 englisch übersetzte Werke im Handel erhältlich und bis 2007 veröffentlichten über 10 Verlage in Nordamerika Boys Love. Bemerkenswerte aktuelle englischsprachige Boys-Love-Verlage sind Viz Media unter ihrem Imprint SuBLime, Digital Manga Publishing unter ihren Imprints 801 Media und Juné, Media Blasters unter ihrem Imprint Kitty Media, Seven Seas Entertainment und Tokyopop. Zu den bemerkenswerten, nicht mehr existierenden englischsprachigen Verlagen des Genres gehörten Central Park Media unter ihrem Imprint Be Beautiful, Broccoli unter ihrem Imprint Boysenberry und Aurora Publishing unter ihrem ImprintDeux Press. Von den 135 BL-Manga, die zwischen 2003 und 2006 in Nordamerika veröffentlicht wurden, waren 14 % für Leser ab 13 Jahren, 39 % für Leser ab 15 Jahren und 16 Jahren und 47 % für Leser ab 18 Jahren klassifiziert. Die Restriktionen der amerikanischen Buchhändler veranlassten die Verlage oft dazu, Bücher konservativ zu kennzeichnen. Diamond Comic Distributors schätzte den Umsatz mit BL-Manga in den Vereinigten Staaten im Jahr 2007 auf etwa 6 Millionen US-Dollar. Ein großer Teil der von Fans entscheidet sich für Raubkopien, weil sie nicht in der Lage oder nicht willens sind, sich das Material auf legalem Wege zu beschaffen. Scanlations und andere Fan-Übersetzungen sowohl von kommerziell veröffentlichten japanischen Werken als auch von Dōjinshi sind weit verbreitet.
Als Yaoi Anfang der 2000er Jahre in den Vereinigten Staaten an Popularität gewann, begannen amerikanische Künstler, auch englischsprachige Original-Mangas mit Boys-Love-Geschichten zu schaffen. Der erste bekannte, kommerziell veröffentlichte englischsprachige Boys Love ist Sexual Espionage #1 von Daria McGrain, veröffentlicht von Sin Factory im Mai 2002.

### Deutschsprachige Publizierung
Im deutschsprachigen Raum wurden Boys-Love-Geschichten im Gefolge des allgemeinen Booms von Anime und Manga um 2000 herum bekannt. Die ersten Medien des Genres waren Fan-Fictions. Der erste deutschsprachig veröffentlichte Manga war 2000 Zetsuai bei Carlsen Manga, dem in kurzer Folge weitere Verlage nachzogen. Die Rezeption des Genres in Österreich erfolgte später als in Deutschland, hier zunächst nur in Fan-Werken und erst ab 2004 auch kommerziell. Ab der gleichen Zeit wurde die Bezeichnung als Shōnen-ai verbreitet. Dieser Begriff etablierte sich zunächst als Bezeichnung für romantische Werke ohne explizite sexuelle Darstellung und Yaoi für erotische mit expliziten Sexszenen. Boys Love wie auch zunächst Yaoi kamen später als Überbegriff für das Genre auf. Ab 2005 legten die großen Verlage regelmäßig Boys-Love-Titel auf und seit den 2010ern sind Boys-Love-Werke im deutschsprachigen Raum breit verfügbar, teils auch außerhalb des Buchhandels wie in der Schreibwarenkette Libro. Zu den deutschsprachigen Boys-Love-Verlagen zählen Tokyopop, Egmont, Kazé, Altraverse und Carlsen Manga. Letzterer gründete 2021 den Imprint Hayabusa mit einem Schwerpunkt auf Boys Love. Dazu kommen die Kleinverlage Schwarzer Turm, Delfinium Prints und Expirienze, die einige Werke des Genres im Programm haben, sowie die auf Boys Love spezialisierten Verlage Fireangels, The Wild Side, Cursed Publishing (beide fusionierten zu Cursed Side) und Hotate Books. Diese haben auch erotischere und eher pornografischere Titel im Programm, vor denen die großen Publikumsverlage noch lange zurückschreckten, da Egmont und Carlsen auch ein breites Angebot für Kinder haben und keine Kundschaft verschrecken wollten. Bei Fireangels erschienen die erotischen bis pornografischen Anthologien Lemon Law und Lime Law mit Geschichten von Zeichnerinnen aus dem deutschsprachigen Raum.
Der erste in Deutschland geschaffene Boys Love war Shanghai Passion von Cheng Ying Zhou, der 2005 bei Egmont erschien, ihm folgte 2007 bis 2009 mit Musouka von Diana Liesaus die erste Serie. Zu dieser Zeit war das Genre unter anderen Zeichnern noch eher verpönt und nur als Witz in Anspielungen verwendet. Doch in der folgenden Zeit begann ein großer Teil der deutschsprachigen Zeichnerinnen der Manga-Szene ihr Schaffen mit Boys Love und griffen erotische, gender- und gesellschaftskritische Themen des Genres auf. Die von Anna Hollmann von 2008 bis 2012 geschaffene Serie Stupid Story erreichte breiten Erfolg und wurde dreimal mit dem Sondermann ausgezeichnet. Ein wichtiger Ort für die Publikation für Fans und die Rekrutierung der Verlage war die Online-Plattform Animexx, wo Shōnen-ai zu den meistgenutzten Genrekategorien unter den Fanwerken zählt. Die ersten Geschichten waren noch, vergleichbar mit den exotisierten Shōnen-ai im Japan der 1970er Jahre, in exotischen Orten (nun Japan) oder Zeiten angesiedelt und, um der Manga-Leserschaft zu gefallen, von zumindest teilweise japanischen Charakteren bevölkert. Den schnellen Erfolg von Boys Love in Deutschland führt Paul M. Malone auch darauf zurück, dass erotische Comics in Europa bereits bekannt waren und auch Comics über Schwule durch das Schaffen von Ralf König in Deutschland bereits zuvor Erfolg hatten – wenn auch in ganz anderen Stilen und Themen. Zeitschriften wie Bravo etablierten zudem schon lange die Auseinandersetzung mit Sexualität in Jugendmedien, wenn auch wenig progressiv und aktivistisch. Auch gibt es aus der deutschsprachigen Schwulenszene keinen negativen Reaktionen auf das Genre, sondern die Werke werden toleriert oder in der Szene vertrieben oder sogar aktiv beworben.

### Hörspiele

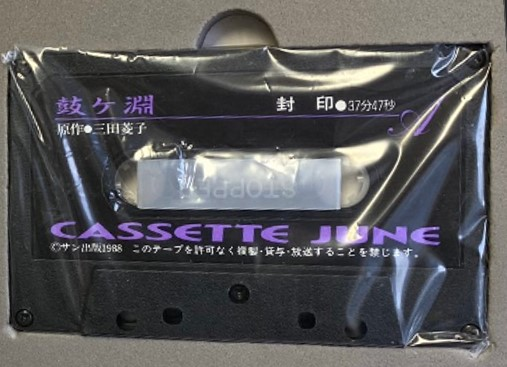
Tsuzumigafuchi, das erste Boys-Love-Hörspiel, wurde 1988 auf Kassette veröffentlicht.

In den 1980er Jahren wurden die ersten Hörspiele, später auch bekannt als BLCDs, veröffentlicht. Die ersten Medien waren „Kassetten-June“ wie Tsuzumigafuchi (1988). Diese Medien enthalten in der Regel homoerotische Stimmen von Männern. Mit der Einführung von CDs verbreiteten sich BL-Medien weiter, mit einem Rekord von 289 CDs in 2008, welche 2013 auf 108 CDs sanken.

### Anime
Die ersten Umsetzungen einer Boys-Love-Geschichte war 1982 Pataliro, eine Fernsehserie um einen schwulen Geheimagenten. Mit Aufkommen der Original Video Animation, direkt auf Video veröffentlichten Animes, in den 1980ern machte die Produktion des kontroversen Genres mit kleiner Zielgruppe einfacher. Die erste Boys-Love OVA war 1987 die Umsetzung von Kaze to Ki no Uta. In den 1990er Jahren folgten weitere Animes, meist erotischer bis pornografischer Natur. 1996 war die Verfilmung von Fake als eine Polizeigeschichte erstmals stärker am Mainstream orientiert.

### Live-Action-Fernsehen und -Film

#### Japan
Zwar wurden japanische BL-Mangas seit Anfang der 2000er Jahre in Live-Action-Filmen und Fernsehserien verfilmt, doch wurden diese Werke eher an ein Nischenpublikum von BL-Fans als an ein allgemeines Publikum vermarktet. Wenn diese Werke für ein allgemeines Publikum adaptiert wurden, wurden gleichgeschlechtliche romantische Elemente in der Regel heruntergespielt oder ganz entfernt, wie in der Live-Action-Fernsehadaption von Antique Bakery, die 2001 auf Fuji TV ausgestrahlt wurde.  Die Entwicklung japanischer Live-Action-Fernsehdramen, die sich explizit auf BL und gleichgeschlechtliche Romanzen konzentrieren, wurde durch den Erfolg des TV-Asahi-Fernsehdramas Ossan's Love (2016) bei Kritikern und Publikum vorangetrieben, in dem eine rein männliche Dreiecksbeziehung im Mittelpunkt der Handlung steht. Obwohl Ossan's Love eine Originalserie ist, beeinflusste sie die Schaffung von Live-Action-BL-Werken, die auf der Grundlage von Mangas entstanden und an ein Massenpublikum vermarktet werden.

#### Thailand
Obwohl Boys Love und BL in ganz Asien zu den allgemeinen Begriffen für dieses Material geworden sind, werden BL-Dramen in Thailand manchmal als Y oder Y-Serien als Kurzform für Yaoi bezeichnet. Thai BL lehnt sich auch bewusst an die Kultur der K-Pop-Promis an, indem es seinen eigenen Stil von Idolen entwickelt, die als khu jin (imaginäre Paare) bekannt sind und von den überwiegend weiblichen Fans von Thai BL zusammengebracht werden sollen.
Japanische BL-Mangas fanden bereits in den 1990er Jahren ein Publikum in Thailand. Das thailändische Liebesdrama Love of Siam (2007) um eine schwule Männerromanze wurde bei seinem Erscheinen zu einem unerwarteten Mainstream-Erfolg und spielte über 40 Millionen TH฿ an den Kinokassen ein. Es folgte Love Sick: The Series (2014–2015), die erste thailändische Fernsehserie, in der zwei schwule Charaktere die Hauptrolle spielten. Der Kulturanthropologe Thomas Baudinette argumentiert, dass Love Sick: The Series einen Wendepunkt in der Darstellung von Queer-Romanzen in thailändischen Medien darstellt und untersucht, wie die Serie Tropen aus dem japanischen BL adaptierte, um ein neues Genre zu schaffen. Der Erfolg von Love of Siam und Love Sick hat die Produktion von BL-Dramen im Inland angekurbelt: zwischen 2014 und 2020 wurden in Thailand 57 Fernsehserien im BL-Genre produziert und veröffentlicht. Ab 2020 erlangten die thailändischen BL-Dramen nach der Veröffentlichung von 2gether: The Series internationale Anerkennung.
Das Genre wurde von konservativen Elementen in der thailändischen Gesellschaft zurückgedrängt: 2020 führte die Nationale Rundfunk- und Telekommunikationskommission neue Richtlinien für Material ein, das „sexuell eindeutige oder anzügliche“ Szenen enthält, weswegen der öffentliche Sender MCOT die BL-Serie Love by Chance 2018 absetzte. Thailändische BL-Dramen haben in Indonesien an Popularität gewonnen, wo die Darstellung von LGBT im heimischen Fernsehen weniger verbreitet ist, wie auch auf den Philippinen, wo viele Fans BL als eine eigene thailändische Form der Populärkultur betrachten. Es wird vermutet, dass BL-Dramen zu einer Quelle thailändischer kultureller Soft Power in Südostasien und darüber hinaus werden könnten.

#### China
Die BL- und Yaoi-Fangemeinde in China geht auf die späten 1990er Jahre zurück. Das Genre wird als Danmei bezeichnet, die Mandarin-Lesart des japanischen Begriffs tanbi. Die staatlichen Vorschriften in China machen es den Danmei-Autoren schwer, ihre Werke online zu veröffentlichen. 2009 verbot die Nationale Verlagsverwaltung Chinas die meisten Danmei-Online-Literaturwerke. In China wurden Gesetze erlassen, die die Darstellung gleichgeschlechtlicher Beziehungen in Fernsehen und Film verbieten. Homosexualität ist auf dem chinesischen Festland weder verboten noch rechtlich anerkannt und die Gesetze zur Zensur von LGBT-Material werden nicht einheitlich durchgesetzt; dennoch werden als sensibel angesehene Inhalte uneinheitlich, aber regelmäßig aus dem Vertrieb entfernt. Addicted (2016), die erste chinesische BL-Webserie, erreichte 10 Millionen Aufrufe, bevor sie von der Streaming-Plattform iQiyi entfernt wurde. Als Reaktion auf die staatliche Zensur stellen chinesische BL-Werke typischerweise männliche Romanzen als homoerotischen Subtext dar: Der Webroman Guardian (2012) zeigte eine Romanze zwischen den beiden männlichen Hauptfiguren, doch als er 2018 als Fernsehdrama auf der Streaming-Plattform Youku adaptiert wurde, wurde die Beziehung als enge, homoerotische Freundschaft dargestellt. Der BL-Xianxia-Roman Mo Dao Zu Shi (2015) wurde 2018 als Zeichentrickserie und 2019 als Live-Action-Fernsehserie The Untamed adaptiert, die die Beziehung zwischen den männlichen Hauptfiguren auf ähnliche Weise überarbeiten. Trotzdem wurde The Untamed dafür gelobt, dass er die Zensur umgeht und gleichzeitig die „langsam brennende Hitze“ der Vorlage beibehält. Fans von Guardian und The Untamed diskutierten die schwulen Inhalte der Serie unter dem Hashtag „sozialistische Bruderschaft“, um einer Entdeckung durch die staatliche Zensur zu entgehen.

### Videospiele
Boys-Love- und Yaoi-Videospiele sind in der Regel Visual Novels beziehungsweise Eroge mit ausschließlich männlichen Protagonisten. In diesen ähnlich eines Adventures funktionierenden Spielen steuert die Spielerin den Protagonisten durch eine Geschichte mit mehreren möglichen Ausgängen. Durch die Entscheidungen wird die Entwicklung der manchmal dramatischen Geschichte bestimmt, oft mit sexuellen Auseinandersetzungen oder sogar Vergewaltigungen, die auf eine Beziehung zu einem der anderen männlichen Charaktere hinausläuft. Das erste Yaoi-Spiel, das eine offiziell lizenzierte englischsprachige Veröffentlichung erhielt, war Enzai 2008. Das von Hirameki International lizenzierte Animamundi mussten, obwohl nicht explizit, für die US-Veröffentlichung einige der sexuellen und gewalttätigen Inhalte entfernt werden, um eine Einstufung als „Mature“ und nicht als „Adult Only“ zu erhalten. Im Vergleich zu Mangas wurden weniger Spiele offiziell ins Englische übersetzt; das mangelnde Interesse der Verlage an der Lizenzierung weiterer Titel wurde auf die weit verbreitete Verletzung des Urheberrechts sowohl bei lizenzierten als auch bei nicht lizenzierten Spielen zurückgeführt.

## Publikum und Fanszene
Zielgruppe des Genres sind in Japan Frauen zwischen 20 und 30 Jahren. Das tatsächliche Publikum geht weit über diese hinaus. Mitte der 2000er Jahre wurde die Fanszene in Japan mit mindestens einer halben Million Menschen geschätzt. 80 % des BL-Publikums ist weiblich, während die Mitgliederzahl der Yaoi-Con, einer inzwischen aufgelösten amerikanischen Yaoi-Convention, zu 85 % aus Frauen bestand. Normalerweise geht man davon aus, dass der Großteil der weiblichen Fans heterosexuell sind, aber in Japan sind auch lesbische Autorinnen und lesbische, bisexuelle oder transsexuelle Leserinnen bekannt. Eine 2008 und 2019 durchgeführte Umfrage unter englischsprachigen Yaoi-Leserinnen ergab, dass 50 % bis 60 % der Leserinnen sich selbst als heterosexuell bezeichnen. Die Altersstruktur der Konsumenten liegt in einem Bereich von etwa 16 bis 25 Jahren. Obwohl das Genre vor allem von Mädchen und Frauen vermarktet und konsumiert wird, gibt es auch eine schwule, bisexuelle, und heterosexuelle männliche, Leserschaft. Eine 2007 durchgeführte Umfrage unter den Lesern in einer US-amerikanischen Bibliothek ergab, dass etwa ein Viertel der Befragten männlich war. In einer Online-Umfrage gaben etwa zehn Prozent der englischsprachigen BL-Leserschaft an, männlich zu sein. Lunsing vermutet, dass jüngere japanische Schwule, die sich an pornografischen Inhalten in Schwulenmagazinen stören, stattdessen lieber Boys Love lesen, die von einigen als realistischer empfunden werden. Mitte der 1990er Jahre schwankten die Schätzungen über die Größe der japanischen Yaoi-Fangemeinde zwischen 100.000 und 500.000 Personen. Im April 2005 ergab eine Suche nach nicht-japanischen Websites 785.000 englische, 49.000 spanische, 22.400 koreanische, 11.900 italienische und 6.900 chinesische Websites. 2006 gab es 639.000 spanische, 181.000 italienische, 3.740.000 englische und 2016 100.000.000 chinesische Seiten über Yaoi-Comics. Im Januar 2007 gab es etwa fünf Millionen Google-Treffer für Yaoi.
Weibliche Fans werden oft als fujoshi (腐女子, wörtlich: „verdorbenes Mädchen“) bezeichnet, eine abfällige Beleidigung, die später als selbstbeschreibender Begriff wieder aufgegriffen wurde. Die genaue Herkunft des Wortes ist nicht bekannt. Die Fans nennen sich wegen ihrer Vorliebe für männlich-homosexuelle Geschichten selbstironisch als „verdorben“, wobei das japanische Wort auch für eine „edle Reifung“ stehen kann. Die männliche Entsprechung ist fudanshi (腐男子, wörtlich: „verdorbener Junge“) oder fukei (腐兄, „verdorbener älterer Bruder“), beides Wortspiele, die ähnlich aufgebaut sind wie fujoshi. Beide Bezeichnungen haben, anders als die Genre-Begriffe, außerhalb Japans kaum Verbreitung gefunden. Als Zentrum der Fankultur gilt die sogenannte Otome Road in Ikebukuro, wo es viele thematische Läden und Cosplay-Cafés gibt und Cosplay auf der Straße stattfindet. Für die dort sowie als Cosplayer aktiven Fujoshi wurde die Bezeichnung bukuro-kei geprägt. „Fujoshi“ fand Mitte der 2000er Jahre größere Bekanntheit und Verbreitung in der japanischen Gesellschaft auch über die Diskurse unter Fans hinaus. Seither wird die Gruppe auch selbst Thema von Mangas, Filmen und anderen Werken sowie Zielgruppe wirtschaftlicher Tätigkeit, beispielsweise mit für Fujoshi zugeschnittenen Touristikangeboten. Sie werden in Japan sogar als „neues Geschlecht Frau gesehen“, das im Hobby Energie tankt, um eine Karriere zu verfolgen. Björn-Ole Kamm stellt dazu allerdings fest, dass das medial verarbeitete Bild von Fujoshi ein idealisiertes ist, das sich den Vorstellungen des Publikums angepasst hat – beispielsweise männlichen Otaku. Es gibt eine große Überschneidung zu den Anime-Manga-Fans, die als Otaku bezeichnet werden. Doch nicht jede Fujoshi würde sich selbst Otaku nennen, noch ist jede weibliche Otaku eine Fujoshi. Trotz der größeren gesellschaftlichen Akzeptanz und wirtschaftlichen Bedeutung sind Vorurteile über Fujoshi als Perverse oder ähnliche erhalten geblieben, wie auch Otaku mit Vorurteilen belegt sind.
In der Auswertung einer Reihe von selbst und von Dritten geführten Interviews mit japanischen und deutschen Fans stellte Björn-Ole Kamm vier Nutzertypen auf, die sich auch in einer Person überschneiden können:
- die Connaisseuse, die allein für sich liest, auf der Suche nach Abwechslung ist und (auch gezielt sexuell erregende) Unterhaltung sucht
- das Con-Girl, das Austausch mit anderen Fans und Künstlerinnen auf Veranstaltungen sucht, oft eigene Werke produziert und verbreitet und ein Gefühl der Zugehörigkeit in der Szene sucht
- das Net-Girl, das den Austausch mit anderen Fans und Künstlerinnen sowie den Konsum im Internet sucht
- die Sporadische, die Boys Love neben anderen Genres konsumiert und öfter leiht als kauft

Darüber hinaus kann noch vom Typ der Sammlerin gesprochen werden und Kamm stellt fest, dass man auch in Seme-Liebhaberinnen und Uke-Liebhaberinnen unterscheiden kann, wobei die Seme-Liebhaberinnen deutlich häufiger den Sexszenen eine größere Bedeutung beimessen. Es konnte kein Zusammenhang zwischen den Nutzertypen und der Nationalität festgestellt werden.

## Motivation des Publikums
Seit den 1990er Jahren findet eine Auseinandersetzung mit der Frage statt, warum ein Genre um gleichgeschlechtliche Beziehungen zwischen Männern gerade weibliche Leser begeistert. Nach 2000 fasste Paul Gravett bis dahin aufgekommene Theorien zusammen: Japanische Frauen seien desillusioniert oder gelangweilt von klassischen Beziehungen zwischen Mann und Frau, ihnen biete das Genre Abwechslung in besonderes tragischen Beziehungen mit zwei leidenden Männern; die das Genre bevölkernden Bishōnen seien Gegenreaktion auf Sexfantasien von Männern oder ein feminisiertes Idealbild jugendlicher Mädchen, denen die meisten realen Jungen und Männer noch zuwider wären; das Genre biete einen ungefährlichen Raum für sexuelle Fantasien mit der freien Wahl der Identifikationsfigur in der Beziehung oder die Jungen seien eigentlich verkleidete Mädchen und die Geschichten Ausdruck gleichgeschlechtlicher Fantasien der Leserinnen. Während in diesen frühen Ansätzen über die Popularität des Genres oft auf die Rolle der Frau in der patriarchalen japanischen Gesellschaft verwiesen wird, zu der das Genre einen Widerstand und Ausbruch biete, wird dies später von anderen Autoren als alleinige Begründung zurückgewiesen. Denn BL wurde auch außerhalb Japans in anderen gesellschaftlichen Umständen beliebt und ähnliche Phänomene, beispielsweise Slash-Fanfictions, sind auch im Westen bekannt, sodass die Gründe nicht Japan-spezifisch sein können. Vor diesem Hintergrund gewannen lustbetonte Theorien an Unterstützung: Boys Love sei vergleichbar mit Pornografie oder gar als spezifisch weibliche Form der Pornografie zu betrachten und werde aus der Lust an Erotik, am Voyeurismus oder aus Lust am Spiel mit den männlichen Protagonisten oder mit Geschlechterrollen allgemein rezipiert.
Aus den ab den 2000er Jahren erfolgten Untersuchungen über die Motivation, BL-Medien zu konsumieren, stellten eine Reihe von Gründen heraus:
- Befreiung von Heteropatriarchatismus.[133]
- idealisierte Darstellung von Beziehungen.[146]
- "Reine" Liebe ohne Geschlecht & pro-homosexuelle Einstellung.
- Identifizierung/Selbstanalyse
- Melodramatische/emotionale Elemente
- Abneigung gegen Standard-Romanzen/Shoujo
- Ein auf Frauen ausgerichtetes romantisches/erotisches Genre
- Reiner Eskapismus/Realitätslosigkeit
- Kunst und Ästhetik
- Reine Unterhaltung
- Erregend/sexuell prickelnd[3]

In einer nicht-repräsentativen Befragung wurden Miyuki Hashimoto von jungen österreichischen Leserinnen als Gründe zum Lesen beziehungsweise als Reize von BL genannt: Der Reiz der tabuisierten Homosexualität und eine Rebellion gegen alte Wertvorstellung durch das Genre; die romantische Spannung und Konflikte, die durch die tabuisierte oder problematisierte Homosexualität in den Geschichten entstehen und die damit besonders starke Liebe, diese zu überwinden; ein unterhaltendes Spiel mit Gender und Geschlechterrollen, dass die freie Identifikation gerade der weiblichen Leserschaft mit der bevorzugten Rolle in der Beziehung ermöglicht und die Befreiung von Geschlechternormen durch die Verteilung der Rollen zwischen zwei Männern, was die Beziehungen lebendiger mache; die erleichterte Distanzierung von den Figuren und dem Geschehen, da beide nicht das Geschlecht der Leserin haben, und das gänzliche Meiden weiblicher Charaktere, die von manchen Leserinnen als Konkurrenz wahrgenommen würden sowie schließlich die Lust an sowohl romantisch als auch erotisch bis pornografischen Geschichten. Für einige der Leserinnen vermutet Hashimoto wie zuvor schon Chizuko Ueno und Nagaike Kazumi das Lesen als Ausdruck eines Penisneids der Frauen oder als Mittel zur Projektion eigener, verdrängter Sexualität. Andere weisen diese Deutung zurück, da sie Frauen nur als Sexualobjekt in Bezug auf den Mann denke. Auch eine Deutung des Genres als Ausdruck einer Ablehnung des Erwachsenwerdens der Leserinnen, die sich in Welt der Geschichten fliehen, wird wiederum als abwertend kritisiert. Dabei werde die vermeintliche Ablehnung des Erwachsenwerdens mit Androgynie und Narzissmus verbunden. In den Protagonisten wiederum sehen manche Idealvorstellungen der Partner, andere wie Chizuko Ueno aber idealisierte Selbstbilder der Leserinnen, die einem dritten Geschlecht angehören würden. Diese Identifizierung, so viele Autoren, erlaube die Lösung von gesellschaftlichen Zwängen und Rollenvorstellungen. So wird das Genre als Laboratorium für Gender-Experimente und Ort des Widerstands gegen die herrschende Gender-Ordnung beschrieben. Es erlaubt die Auseinandersetzung mit und das Hinterfragen von Genderkonstellationen sowie mit dem Zusammenhang von Sexualität, Macht und Gewalt und verweist auf die Performativität von Geschlechterrollen.
Björn-Ole Kamm, der das Genre aus Perspektive der Mediennutzungsforschung untersuchte, kritisiert die frühen Ansätze der Analyse bis in die 2000er hinein als zu undifferenziert und vom Ergebnis her gedacht. Viele Forschende hätten nur wenige Werke untersucht und würden von diesen auf ein eigentlich sehr vielfältiges Genre verallgemeinern. Auch das Publikum werde als monolithisch angenommen und eine einzige Lesemotivation unterstellt, ohne die tatsächliche Nutzung und Motivationen zu untersuchen oder auf die Unterschiede zwischen den vielen Gruppen von Lesenden einzugehen. Diese Analysen mit verallgemeinerten, vereinfachten Befunden würden in den Dienst feministischer oder traditionell moralischer Perspektiven auf das Genre gestellt, um es zu legitimieren oder anzugreifen. Die in den Interviews immer wieder genannten, vom Genre erfüllten Bedürfnisse waren die nach Unterhaltung und nach Anschlusskommunikation, welche nach der Bedürfnispyramide weiter aufgeschlüsselt werden. Im Detail genannt werden sexuelle Bedürfnisse und die Abbildung einer heilen Welt, von Liebenswürdigkeit und einer reinen Liebe (Bedürfnis nach Sicherheit). Für beide schadet eine unrealistische Darstellung von Homosexualität nicht, Realismus könnte sogar störend sein. Austausch mit und die Knüpfung von Beziehungen zu anderen Fans (Bindungsbedürfnis) werden genannt, wozu die kreative Fanszene mit Dōjinshi, Fanarts und anderem sowie Diskussionen um die Zuordnung in das Seme-Uke-Schema einlädt. Die Diskussionen und die Kreativität im Umgang mit den Werken oder bei der Schaffung von Yaoi-Fan-Werken zu etablierten Serien, das Erkennen von Mustern, Anwenden der genretypischen Schemata und das Spiel damit und mit Sexualität und Geschlechterrollen erfüllen zudem kognitive Bedürfnisse und das Bedürfnis nach Selbstverwirklichung. Auch kann ein Fan mit eigener Kreativität Anerkennung in der Szene erlangen und hier Teil einer Gemeinschaft werden, was das Selbstwertbedürfnis erfüllen kann. Die Möglichkeit eines „kontrollierten Kontrollverlusts“, des Bruch eines Tabus, Lust an Voyeurismus oder anderes Erleben von Gefühlen bei der Identifikation mit den Figuren der Geschichten spielt hier hinein. Und schließlich können die Werke ästhetische Bedürfnisse befriedigen. Zusammenfassend stellt Kamm fest, dass BL entsprechend der Ansprüche der Konsumentinnen „gute Unterhaltung“ ist und darüber hinaus, insbesondere durch die lebendige, vielfältige und kreative Fanszene, soziale Bedürfnisse befriedigt. Die Geschichten können der Entspannung, aber auch der Identitätsarbeit dienen und dazu, Konflikte durchzuspielen. Die oft gestellte Frage, warum die Konsumentinnen Geschichten über die Liebe zwischen zwei Männern wählen, hält Kamm für falsch gestellt. Dieser Aspekt sei definierender Kern des Genres, die Frage Ausdruck einer Sicht, die die Frau als Negativum ohne eigene Lust begreift. Stattdessen müsse Unterhaltung als Motivation begriffen und gefragt werden, was die Mann-Mann-Konstellation zur Unterhaltung beiträgt. Die grundlegende Antwort darauf sei der Konflikt, der durch diese Konstellation entstehe, „der Schock, dich in einen anderen Mann verliebt zu haben, die Auseinandersetzung mit diesen Gefühlen und der Druck durch den prospektiven Partner“ sowie aus den gesellschaftlichen Umständen entstehende Konflikte – innerhalb der Geschichten selbst wie auch außerhalb durch einen möglichen Tabubruch der Leserin. Ähnlich funktioniere die Konstellation der „Verbotenen Liebe“ in der heterosexuellen Romantik. Zugleich biete die Konstellation eine Mischung aus ausreichend viel Vertrautem, das ein Stück weit Identifikation zulasse, und Überraschung, die Neugier wecke. Es wird auch auf Aussagen verwiesen, nach denen weibliche Rollen zu sehr zur Identifikation einladen würden, was einen voyeuristischen Genuss stören könne.
Laut Katarina Hülsmann treten einige der Motivationen besonders bei Fan-Werken wie Dōjinshi hervor, da die Fans beim Schaffen dieser Werke selbst diesen Bedürfnissen Ausdruck verleihen und am Experimentieren mit Gender-Rollen teilnehmen können. Sie können sich dabei die zumeist männlich dominierten Originaltexte aneignen und alternative Konzepte von Geschlechterrollen oder gar Gegenkonzepte zum Originalmaterial in selbst geschriebenen Geschichten spielerisch entwerfen können.

## Analyse

### Akademische Auseinandersetzung
Boys Love hat eine beträchtliche kritische Aufmerksamkeit erfahren, vor allem nachdem im 21. Jahrhundert Übersetzungen von BL außerhalb Japans kommerziell verfügbar wurden. Erste Erwähnung außerhalb Japans findet das Genre in Manga! Manga! The World of Japanese Comics, dem 1983 erschienenen Buch von Frederik L. Schodt, das das erste umfassende englischsprachige Werk über Manga war, stellt Schodt fest, dass Darstellungen von schwulen Männerbeziehungen bisexuelle Themen, die bereits in Shōjo-Manga vorhanden waren, genutzt und weiterentwickelt haben, um ihr weibliches Publikum anzusprechen. Die ersten Analyse-Ansätze noch im 20. Jahrhundert in Japan waren von einer kritischen bis psycho-analytisch pathologisierenden Perspektive geprägt, die mit Vorwürfen der Wirklichkeitsflucht und Misogynie einherging. Sehr frühe Analysen um 1990 waren zudem, wie alle Auseinandersetzungen mit japanischer Populärkultur, von den Morden des Tsutomu Miyazaki beeinflusst, auf die eine allgemeine Kritik an und Angst vor Anime und Manga herrschte. Die Beschäftigung erfolgte vor allem aus literaturwissenschaftlicher, psychoanalytischer, feministischer und soziophilosophischer Sicht mit den Topoi des Genres und mit Fragen der Rolle und Sexualität der Frau in Verbindung mit Geschichten über männliche Homosexualität. Eine konkrete Auseinandersetzung mit den Mangas selbst fand selten statt. Oft war der Zugang sehr persönlicher Natur und es wurden nur sehr wenige Werke ausgewertet, um von diesen aus zu verallgemeinern. Damit verbunden war auch die gesellschaftliche Auseinandersetzung im Rahmen der Yaoi ronsō (‚Yaoi-Debatte‘) von 1992 bis 1997. Die wissenschaftliche Debatte, die dem Yaoi ronsō folgte, führte zur Herausbildung der BL-Studien, die sich auf die Untersuchung von BL und die Beziehung zwischen Frauen und BL konzentrieren. In den 2000er Jahren kamen neue Forscher hinzu und das Interesse an Fujoshi als Fankultur erhielt größere Aufmerksamkeit. Kaneda unterteilte die bis dahin erfolgten Arbeiten in solche mit psychologischer Perspektive und solche aus den Gender Studies. Kamm nennt als Perspektiven die feministische, die der Auseinandersetzung mit Homosexualität und Homophobie und die der Ablehnung der Forschung durch die Fujoshi. Die erste Perspektive konzentriert sich auf Aspekte der Frau in der patriarchalen Gesellschaft, um daraus Schlüsse auf Inhalt der Werke und Beweggründe der Leserinnen zu ziehen. Die zweite befasst sich mit der Wechselwirkung zwischen dem Genre und Homosexuellen und den in diesem Zusammenhang aufgekommenen Vorwürfen. Die dritte Perspektive bildet den Protest von Fujoshi, die sich insbesondere um 2000 herum gegen die als zunehmend übergriffig empfundene wissenschaftliche Betrachtung von Außen, die zu gesellschaftlichen Vorurteilen noch dazukam, gewehrt haben. Infolgedessen entstanden im Laufe der 2000er Jahre neue Ansätze, die von neu dazugekommenen und oft selbst aus der Szene stammenden Forscherinnen verfolgt wurden, die die Vielfalt des Genres und der Interaktionen der Fans in den Mittelpunkt stellen.
Mizoguchi schreibt 2003, dass BL ein „weiblich geprägter Raum“ ist, da die Autoren, Leser, Künstler und die meisten Redakteure von BL weiblich sind. BL wurde von englischsprachigen Bibliothekaren mit Liebesromanen verglichen. Parallelen wurden auch bei der Beliebtheit des Lesbentums in der Pornografie festgestellt. und Yaoi wurde als eine Form des „weiblichen Fetischismus“ bezeichnet. Mariko Ōhara, eine Science-Fiction-Autorin, hat gesagt, dass sie als Teenager Yaoi geschrieben hat – Kirk/Spock-Fiction – weil sie „konventionelle Pornografie, die für Männer gemacht war“, nicht genießen konnte, und dass sie in Yaoi eine „grenzenlose Freiheit“ gefunden hat, ähnlich wie in der Science-Fiction.
Sandra Buckley ist der Ansicht, dass Erzählungen mit Bishōnen die „imaginierten Möglichkeiten alternativer [Geschlechts-]Differenzierungen“ fördern, während James Welker den Bishōnen-Charakter als queer bezeichnete und kritisierte, dass Akiko Mizoguchi shōnen-ai als Einfluss darauf sah, wie sie selbst lesbisch wurde. Welker schrieb auch, dass Boys-Love-Titel das weibliche Publikum „nicht nur vom Patriarchat, sondern auch von Geschlechterdualismus und Heteronormativität“ befreien.

### Gesellschaftliche Auseinandersetzung
Einige schwule und lesbische Kommentatoren haben kritisiert, wie die schwule Identität in BL dargestellt wird, insbesondere in der Yaoi ronsō (‚Yaoi-Debatte‘) von 1992 bis 1997 (siehe Geschichte oben). Die Debatte wurde ausgelöst durch einen Beitrag des Schwulen-Aktivisten und Dragqueen Masaki Satō in der feministischen Zeitschrift Choisir ausgelöst, der weitere Beiträge in der Zeitschrift folgten. Satō sah sich durch die Darstellung von Homosexuellen in Yaoi in seinen Menschenrechten verletzt und warf den Frauen Homophobie vor – die sich beispielsweise im häufig tragischen Ende der Beziehungen zeige. Die Darstellung ausschließlich gut aussehender junger Männer produziere ein verzerrtes Bild und raube weniger attraktiven Homosexuellen das Selbstwertgefühl. In den Reaktionen gab es Verständnis aus der Yaoi-Szene wie auch Ablehnung. Es wurde zurückgewiesen, dass Yaoi überhaupt den Anspruch habe, echte Homosexuelle abzubilden. Andere Aktivisten wie Fushimi Noriaki wiederum äußerten sich positiv über das Genre. Ein Großteil der Kritik an Yaoi, die ursprünglich in der japanischen Yaoi-Debatte geäußert wurde, wurde auch im englischsprachigen Fandom geäußert. Ein dort kritisierter Yaoi-Typus sind männliche Protagonisten, die sich nicht als schwul identifizieren, sondern einfach ineinander verliebt sind, Comiket-Mitbegründer Yoshihiro Yonezawa beschrieb Yaoi dōjinshi einmal als „Mädchen, die mit Puppen spielen“. Auch die Kritik am stereotypen, weiblichen Verhalten der Uke war prominent. Rachel Thorn hat behauptet, dass Yaoi- und Slash-Fiction-Fans unzufrieden sind mit „den Normen der Weiblichkeit, die von ihnen erwartet werden, und einem sozialen Umfeld, das diese Unzufriedenheit nicht anerkennt oder mit ihr sympathisiert“.
Boys Love war Gegenstand von Auseinandersetzungen aus rechtlichen und moralischen Gründen. Mark McLelland meint, dass BL „zu einer wichtigen Kampffront für Befürworter und Gegner einer 'geschlechterfreien' Politik in den Bereichen Beschäftigung, Bildung und anderswo werden könnte“. Im Jahr 2006 erregte eine E-Mail-Kampagne, mit der die Zentralbibliothek von Sakai City dazu gedrängt wurde, BL-Werke aus dem Verkehr zu ziehen, landesweites Medieninteresse und förderte eine Debatte darüber, ob das Entfernen von BL-Werken eine Form der Diskriminierung darstellt. Im Jahr 2010 nahm die Regierung der Präfektur Osaka den Manga Boys' Love in die Liste der Bücher auf, die aufgrund ihres sexuellen Inhalts als „potenziell jugendgefährdend“ gelten, was dazu führte, dass mehrere Zeitschriften nicht mehr an Personen unter 18 Jahren verkauft werden dürfen. 2009 würde der erste Band des Mangas Finder von der BPjM indiziert.
Anhui TV berichtete, dass in China 2014 mindestens 20 junge Autorinnen, die Danmei-Romane auf einer Online-Roman-Website geschrieben haben, verhaftet wurden. 2018 wurde der pseudonyme chinesische BL-Romanautor Gouwazi Tianyi aufgrund von Gesetzen, die die Herstellung von „obszönem Material zu Gewinnzwecken“ verbieten, zu zehneinhalb Jahren Gefängnis verurteilt. Zanghellini merkt an, dass aufgrund der Merkmale des Genres, die darin bestehen, dass oft minderjährige Charaktere in romantischen und sexuellen Situationen gezeigt werden, die Kinderpornografiegesetze in Australien und Kanada „sich dazu eignen, Yaoi/BL-Arbeiten ins Visier zu nehmen“. Er weist darauf hin, dass im Vereinigten Königreich Zeichentrickfilme von den Gesetzen zur Kinderpornografie ausgenommen sind, es sei denn, sie werden für das Grooming von Kindern verwendet.